# Khu bảo tồn chim quốc gia Djoudj

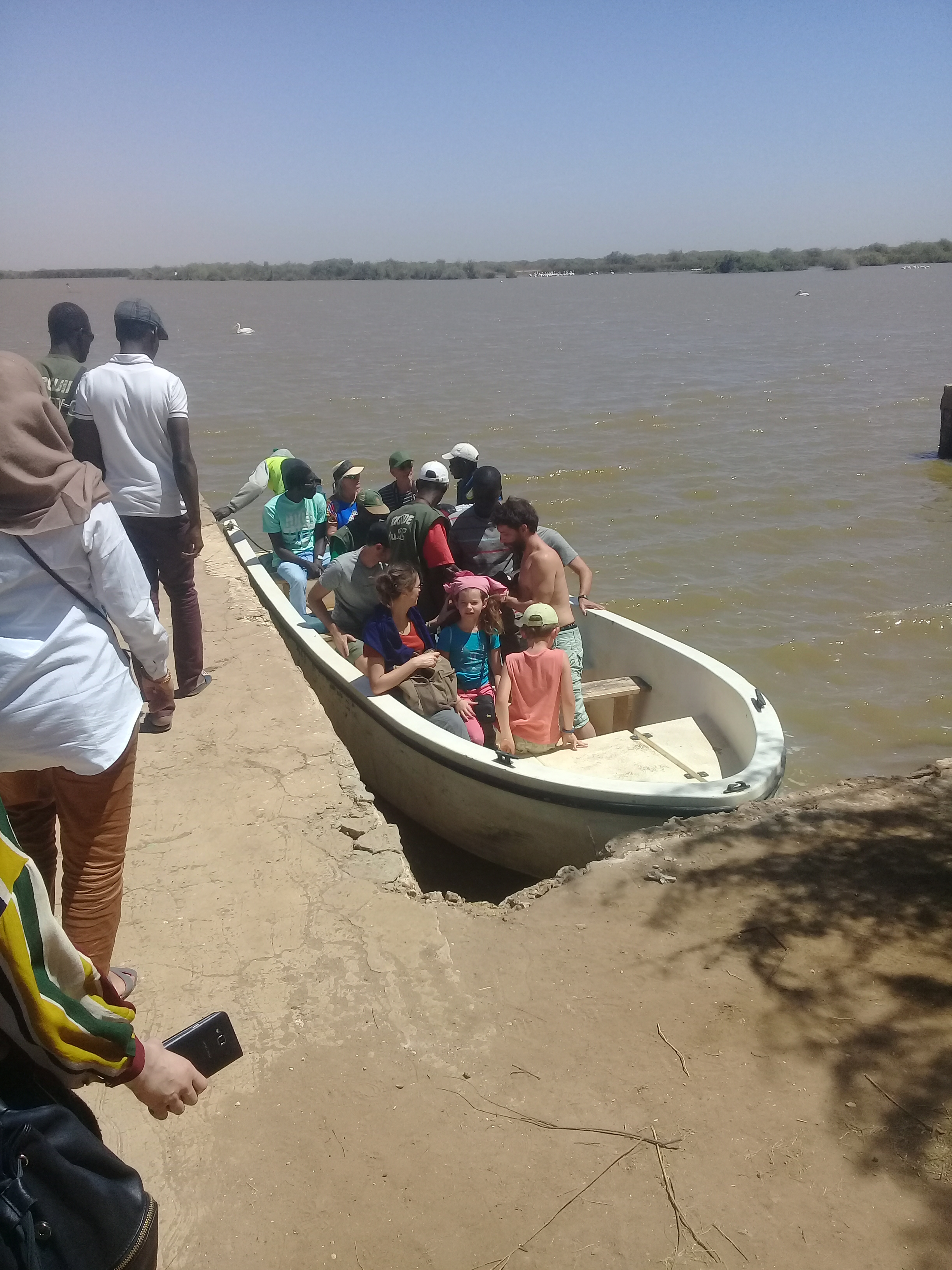
Djoudj

Khu bảo tồn chim quốc gia Djoudj (tiếng Pháp: Parc national des oiseaux du Djoudj) là một khu bảo tồn nằm ở bờ phía đông nam của sông Senegal, phía bắc khu vực Biffeche, đông bắc thành phố Saint-Louis, Senegal.
Khu bảo tồn này là vùng đất ngập nước quan trọng, cung cấp môi trường sống cho những loài chim di cư, nhiều loài trong số đó vượt quãng đường xa xôi băng qua sa mạc Sahara. Trong số 400 loài chim có mặt tại đây, bồ nông và hồng hạc là dễ thấy và phổ biến nhất, trong khi loài Chích nước tới từ châu Âu ít hơn. Vì vậy, nó là nơi trú đông quan trọng nhất cho các loài chim ở châu Phi, là sân chim lớn thứ ba thế giới.
Một loạt các loài động vật hoang dã khác cũng được tìm thấy bao gồm kỳ đà, trăn, cá sấu, khỉ, lợn rừng, mèo rừng, linh miêu, linh dương Ai Cập, linh cẩu.
Với diện tích 16.000 ha nằm tại vùng đồng bằng Senegal, khu bảo tồn là một trong những số ít vùng đất xanh của Sahel. Được thành lập vào năm 1971 mà mở rộng vào năm 1975, khu bảo tồn được công nhận là vùng đất ngập nước có tầm quan trọng quốc tế theo Công ước Ramsar năm 1980, một Di sản thế giới vào năm 1981.

## Đe dọa
Khu bảo tồn từng nằm trong Danh sách di sản thế giới bị đe dọa từ năm 2000-2006 do sự xâm lấn của loài thủy sinh Salvinia molesta (thuộc Bộ Bèo ong) khiến các loài bản địa mất môi trường sống. Ngoài ra, kể từ khi Đập Diama trên sông Senegal được hoàn thành vào năm 1988, các chuyên gia quan sát thấy sự giảm sút của mực nước, khử muối và lắng bùn. Những mối đe dọa này ảnh hưởng đến các loài động thực vật hoang dã.